# 索菲娅·布夫蒂尼
索菲娅·布夫蒂尼（阿拉伯語：صوفيا بوفتيني；2002年1月25日—），摩洛哥女子职业足球运动员，司职中场，目前效力于穆罕默迪耶青年体育俱乐部和摩洛哥国家女子足球队。她曾代表摩洛哥参加和2023年国际足联女子世界杯。